# Navajas
Navajas là một đô thị trong tỉnh Castellón, Cộng đồng Valencia, Tây Ban Nha. Đô thị Navajas có diện tích 7,9 km², dân số theo điều tra năm 2010 của Viện thống kê quốc gia Tây Ban Nha là 813 người. Đô thị Navajas nằm ở khu vực có độ cao 383 mét trên mực nước biển.